# Kari Byron
Kari Elizabeth Byron (Condado de Santa Clara, 18 de dezembro de 1974), mais conhecida como Kari Byron, é uma apresentadora de televisão estadunidense. Trabalha no programa de televisão MythBusters, exibido pelo Discovery Channel, juntamente com os apresentadores Jamie Hyneman e Adam Savage, e seus parceiros Tory Belleci e Grant Imahara, colocando à prova dúvidas do telespectadores em relação a possibilidade de acontecer realmente, segundo a física, química e outros conhecimentos.

## Juventude
Byron nasceu na Califórnia Central, formou-se no Los Gatos High School em Los Gatos, Califórnia e estudou na Universidade Estadual de São Francisco, formando-se em maio de 1998 com um Bachelor of Arts em filme e escultura. Ela passou o ano seguinte fazendo um mochilão, principalmente no Sul da Ásia e se envolveu em vários projetos artísticos.

## Carreira

### MythBusters
Byron foi parte dos MythBusters de 2004 até 2014. Junto de Tory Belleci e Grant Imahara ela foi parte da "Equipe de Construção", Essa equipe trabalhava com Adam Savage e Jamie Hyneman para testar a plausibilidade de vários mitos através de seu tempo no show. Ela teve seu segmento ao lado dos demais e se tornou envolvida com o show após persistentemente aparecer na M5 Industries querendo ser contratada. Ela e os demais ganharam um papel com mais destaque no começo da segunda temporada. Por não ter uma longa história no show business, Byron teve uma dificuldade inicial em agir naturalmente numa posição mais visível, mas gradualmente se acostumou.
Durante a segunda metade da temporada de 2009 ela saiu em licença a maternidade e foi temporariamente substituída por Jessi Combs. Entre 2010 e 2011 Byron teve o seu próprio show, Head Rush, no Discovery Science, focado em educação científica e adolescentes.
Entre 2010 e 2011 ela apresentou duas edições de Large, Dangerous Rocket Ships do Discovery Science. Ela e Belleci fizeram uma aparição no episódio de 3 de outubro de 2012 da série Sons of Guns.
Entre 2011 e 2014 Byron e Belleci apresentaram Pumpkin Chunkin no Discovery Science. Em 2015, ela e Belleci apresentaram Thrill Factor, um novo show do Travel Channel.

### White Rabbit Project
Byron, junto de Imahara e Belleci, apresentou a série da Netflix Projeto Coelho Branco, lançada dia 9 de dezembro de 2016. A série focou em aspectos incomuns da história e cultura pop.

### Crash Test World
Atualmente ela apresenta a série Crash Test World, produzida pelo ProjectExplorer. A primeira temporada de seis episódios passará no fim de 2020 no Discovery Channel.

## Vida pessoal
Byron se casou com o artista Paul Urich em março de 2006. Eles tem uma filha e em maio de 2020, numa entrevista, Byron se descreveu como uma "mãe solteira". Kari se declara atéia desde criança.
Anteriormente ela era uma vegetariana, mas agora se descreve como uma pescetariana.
Ela continua a criar arte, incluindo pinturas feitas com pólvora queimada. Em 2018 ela publicou sua memoir, Crash Test Girl, pela HarperOne.